# Le Fantôme de l'Opéra (film, 1962)
Pour les articles homonymes, voir Le Fantôme de l'Opéra (homonymie).
Pour plus de détails, voir Fiche technique et Distribution.
Le Fantôme de l'Opéra (The Phantom of the Opera) est un film d'horreur britannique réalisé en 1962 par Terence Fisher pour la Hammer. John Elder (Anthony Hinds) a écrit le scénario d'après le roman éponyme de Gaston Leroux. Herbert Lom y interprète le professeur Petrie, le fantôme du titre.

## Synopsis
En 1900 dans le Londres victorien, le London Opera House est, dit-on, hanté par un fantôme depuis que Lord Ambrose D'Arcy (Michael Gough) tente d'y présenter un nouvel opéra. Lors de la première, le spectacle est gâché par le corps d'un pendu qui apparaît en se balançant au bout d'une corde au-dessus de la scène. La chanteuse engagée refuse d'y jouer de nouveau.
Le directeur artistique, Harry Cobtree (Edward de Souza) auditionne de nouvelles chanteuses et tombe sur Christina Charles (Heather Sears), qui semble beaucoup promettre. Elle est engagée et présentée à D'Arcy. Celui-ci tente de la séduire mais elle se refuse à lui. Elle est sauvée par Harry. En colère, D'Arcy les met tous les deux à la porte.
Lorsque Harry visite Christina à sa pension de famille, il trouve des manuscrits sur lesquels est écrite une ébauche de l'opéra supposément composé par D'Arcy. La patronne, Mme Tucker (Renee Houston), lui avoue que ces papiers ont appartenu à un ancien pensionnaire, le professeur Petrie, qui a été tué lors de l'incendie d'une maison d'imprimerie. Il procède à une rapide enquête qui lui apprend que Petrie n'est pas mort dans l'incendie mais que son visage a en réalité été éclaboussé par de l'acide nitrique au moment où il tentait d'éteindre l'incendie. Par la suite, il s'est sauvé et a sauté dans la Tamise où son corps n'a jamais été retrouvé.
Christina est alors enlevée par un nain (Ian Wilson) qui l'emmène sous les caves de l'Opéra où un homme hideux portant un masque et jouant de l'orgue lui déclare qu'il lui apprendra à chanter. Harry se met à la recherche de la fille. Il inspecte la Tamise, là où le professeur Petrie est tombé, et il entend l'écho d'une voix de jeune fille sortir d'une bouche d'égout. Il y pénètre et suit un tunnel. Il est bientôt attaqué par le nain armé d'un couteau mais il réussit à le vaincre. Il parvient enfin aux caves de l'Opéra où il surprend le Fantôme. Celui-ci lui avoue être le professeur Petrie. C'est lui qui avait composé l'opéra que D'Arcy lui avait volé et imprimé sous sa signature. C'est en tentant de brûler les plaques servant à la publication qu'il a mis le feu à la bâtisse. Brûlé par l'acide, il a sauté dans la Tamise et, aspiré par la bouche d'égout, il a été sauvé par le nain qui y séjournait et qui a pris soin de lui. Il supplie Harry de lui donner le temps d'apprendre à chanter à Christina afin qu'elle devienne une grande chanteuse d'opéra. Harry et Christina acceptent.
Le soir de la première, D'Arcy est confronté dans son bureau au fantôme et s'enfuit lorsqu'il s'aperçoit qu'il s'agit de Petrie. Celui-ci va ensuite écouter Christina chanter son opéra et en est ébloui. C'est alors que le nain, surpris par un garde de sécurité, se jette sur le lustre surplombant la scène. Christina est juste en dessous. Apercevant le danger, Petrie s'élance vers la scène et écarte Christina au moment où le lustre tombe. 
Celui-ci l'écrase et le tue devant les spectateurs horrifiés.

## Fiche technique
- Titre : Le Fantôme de l'Opéra
- Titre original : The Phantom of the Opera
- Réalisation : Terence Fisher, assisté de John Peverall et Peter Medak
- Scénario : John Elder
- Photographie : Arthur Grant
- Décors : Bernard Robinson et Don Mingaye
- Costumes : Molly Arbuthnot
- Musique : Edwin Astley
- Montage : Alfred Cox
- Production : Anthony Hinds et Basil Keys
- Société de production : Universal
- Pays d'origine : Royaume-Uni
- Format : Couleur
- Langue : Anglais
- Genre : Drame d'horreur
- Durée : 84 minutes
- Sortie :  25 juin 1962 •  15 août 1962 •  23 février 1963

## Distribution
- Herbert Lom  (V.F : Claude Bertrand) : le Fantôme/le professeur Petrie
- Heather Sears  (V.F : Arlette Thomas) : Christina Charles
- Edward de Souza  (V.F :  Jean-Claude Michel) : Harry Cobtree
- Michael Gough (V.F : Rene Arrieu) : Ambrose D'Arcy
- Thorley Walters  (V.F : Lucien Bryonne) : Latimer
- Ian Wilson : le nain
- Michael Ripper : le premier cocher
- Miles Malleson  (V.F : Camille Guerini) : le second cocher
- Renee Houston : Mme Tucker
- John Harvey (en) : le sergent Vickers
- Marne Maitland : Xavier
- Martin Miller  (V.F : Jean Berton) : Rossi, chef d'orchestre
- Miriam Karlin : une femme de ménage
- Liam Redmond (non crédité) : Inspecteur Ward
- Patrick Troughton : l'attrapeur de rats

## Autour du film
- Le film a été filmé aux Bray Studios, chez Hammer.
- Les scènes d'opéra ont été filmées au Royal Opera House de Covent Garden.
- Cary Grant avait été sollicité pour jouer le rôle de Harry Cobtree, le directeur artistique romantique, mais il a finalement décliné l'offre, peut-être à cause des scènes où il doit nager.
- Christopher Lee avait été d'abord envisagé pour jouer le rôle du Fantôme.
- Le film a été un flop et Terence Fisher a été remercié par la Hammer. Celle-ci l'a cependant réembauché deux ans plus tard.